# オルフィスム
オルフィスム（オルフィズム、仏: Orphisme, 英: Orphism）とは、キュビスムの影響を受けた、フランスにおける絵画の一傾向の呼称。
この芸術運動はサイマルタニズム、無限の相互関係の存在を目指すように努力した。。オルフィスムは、ピカソとジョルジュ・ブラックのキュビスム作品における抽象化をより押し進め（一部には、抽象絵画といってもいいような作品も含まれる）、一方で、2人の作品では（一時）失われた色彩を自由に使った華麗な作品となっている。

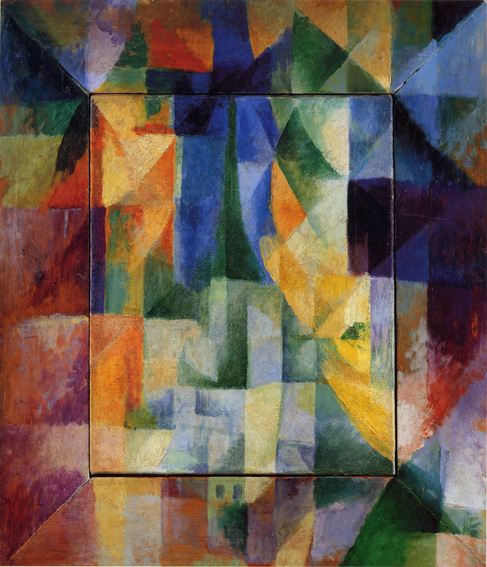
ロベール・ドローネー作「Simultaneous Windows on the City」1912年ハンブルク美術館所蔵

この呼び名は、1912年、ピュトー・グループの一部の作家の作品等を指してギョーム・アポリネール（Guillaume Apollinaire; 1880年-1918年）が呼んだことにはじまる。オルフィスムという言葉の由来は、ギリシャ神話のオルフェウス（竪琴の名手。Orphée）にあり、アポリネールは、この傾向に属する作品の色彩の豊かさを、「音楽」に託して比喩的に示そうとしたといわれる。
オルフィスムの終わりは、1914年ごろとされている。オルフィスムについては、作家または作品に必ずしも共通性がなく、ジャンル分けとして余り意味や必要がないのではないか、という批判も強く、キュビスムに解消してしまうという見解もある。
主な画家(諸説ある)
- ロベール・ドローネー（Robert Delaunay; 1885年-1941年）cf. エッフェル塔を描いた作品が有名
- ソニア・ドローネー（Sonia Delaunay; 1885年-1979年）
- フランティセック・クプカ（Frantisek Kupka; 1871年-1957年）
- フランシス・ピカビア（Francis Picabia; 1878年-1953年）
- マルセル・デュシャン（Marcel Duchamp; 1887年-1968年）
- ジャック・ヴィヨン（Jacques Villon; 1975年-1963年）
- フェルナン・レジェ（Fernand Léger; 1881年-1955年）

などがあげられる。シンクロミズムに属する画家を含める考え方もある。（上記のうち、特に、ドローネーとクプカが、最も抽象化の方向を押し進めた。）